# Vrchovina (Sychrov)
Vrchovina (německy Wrchowina) je malá vesnice, část obce Sychrov v okrese Liberec. Nachází se asi tři kilometry severozápadně od Sychrova. Vrchovina leží v katastrálním území Radostín u Sychrova o výměře 6,5 km².

## Historie
První písemná zmínka o vesnici pochází z roku 1592.

## Pamětihodnosti
- Památkově chráněný krucifix ve středu vesnice u domu čp. 15
- Devět lip na návsi, skupina památných stromů
- Stavby lidové architektury
- Polodřevěná budova hasičské zbrojnice
- Zdobený pískovcový podstavec kříže
- Kamenná kašna s pumpou na návsi